# Europamästerskapen i breakdance 2021
Europamästerskapen i breakdance 2021 hölls mellan den 26 och 27 juni 2021 på Bolsjoj-palatset i Sotji i Ryssland. Det var den första upplagan av europamästerskapen i breakdance som arrangerades av World DanceSport Federation.

## Medaljörer
| Gren           | Guld                                 | Silver                                      | Brons                             |
| B-Girls        | Natalia Kiliachikhina (Kastet) (RUS) | Aleksandra Vavilkina-Kachanova (Vavi) (RUS) | Maxime Blieck (Madmax) (BEL)      |
| B-Boys         | Konstantin Eliseitsev (Kosto) (RUS)  | Jamal Asadulaev (Jamal) (RUS)               | Johannes Hattunen (Hatsolo) (FIN) |
| Crew (5 mot 5) | Ryssland                             | Spanien                                     | Italien                           |